# Vịnh Triều Tiên
Vịnh Triều Tiên hay Vịnh Tây Triều Tiên (tiếng Trung: 西朝鮮灣; bính âm: Xīcháoxiǎnwān; tiếng Hàn: 서조선만 hoặc 서한만; Hanja: 西朝鮮灣 hoặc 西韓灣; phát âm tiếng Hàn Quốc: [sʰʌdʑosʰʌn.man] hoặc [sʰʌhan.man]), là một vịnh nằm ở phía bắc Hoàng Hải, giữa tỉnh Liêu Ninh của Trung Quốc với đạo (tỉnh) Bắc P'yŏngan (Bình An Bắc đạo) của Cộng hòa Dân chủ Nhân dân Triều Tiên.
Nó thông với vịnh Bột Hải ở phía tây bằng eo biển Bột Hải và bị ngăn cách với vịnh này bởi bán đảo Liêu Đông, với Đại Liên là thành phố lớn nhất nằm ở điểm xa nhất về phía nam của bán đảo này.
Sông Áp Lục, ranh giới tự nhiên giữa Trung Quốc và Bắc Triều Tiên, đổ vào vịnh Triều Tiên tại khu vực nằm giữa Đan Đông (Liêu Ninh, Trung Quốc) và Sinŭiju (Tân Nghĩa Châu) thuộc Bắc Triều Tiên.